# Tul

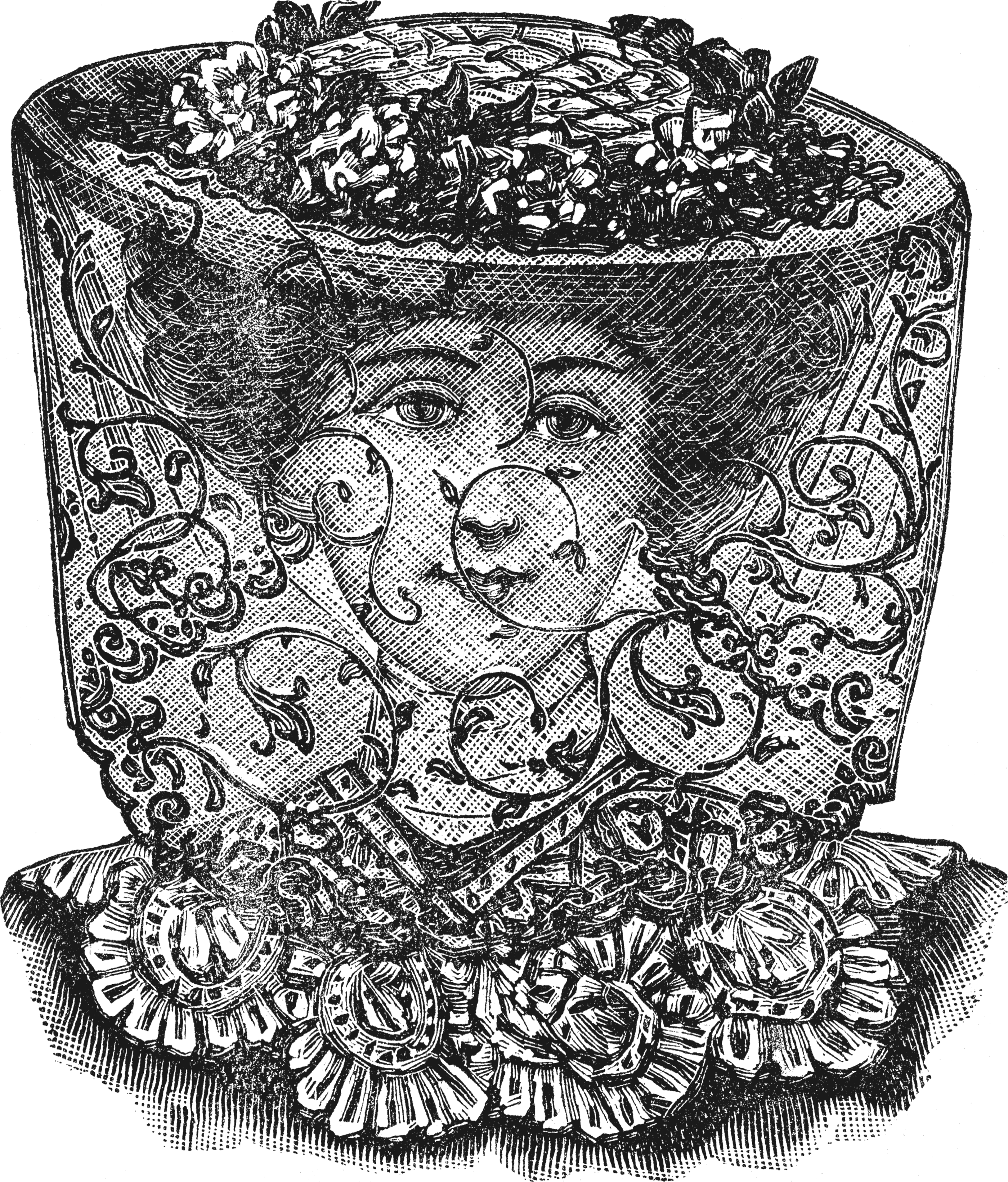
Vel de tul

El tul o punt de randa és un teixit lleuger realitzat per un creuament de fils de l'ordit doncs per formar aquest teixit, de fet, no s'empra trama, és a dir que fent creuar els fils de l'ordit entre si per mitjà d'un mecanisme especial s'obté un enreixat o encaix rodó, onejat, diagonal, etc.
Per confeccionar el tul s'empra la seda de qualitat superior que ha rebut un torçat particular, tort que varia segons la qualitat que es vol produir.

## Tipus

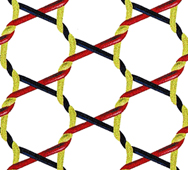
Estructura de una xarxa de tul.

Els tuls de seda, segons la forma de les seves malles, els seus usos i altres circumstàncies, reben dels fabricants noms més o menys propis que ometem. Les qualitats conegudes en el comerç són les següents:
- Tul llis . És el tul que té totes les seves combinacions fetes simplement d'un sol encreuament, és a dir que els fils, per formar les seves combinacions no donen més que una volta l'un amb altre.
- Tul de dos o més encreuaments . Aquest tul és ja molt diferent de l'anterior, ja que pot estendre molt més en variacions d'encreuaments a dos, tres i fins a quatre voltes formant llaurats, bucles, estrelletes, etc.
- Tul brodat sobre encreuaments . En aquest tul a més de l'ordit per formar les diverses armadures, on es volen obtenir tres encreuaments, hi ha un altre ordit també de seda que es combina mitjançant un mecanisme. Així es fa amb totes les parts brodades, siguin motes, mosques, taquetes, etc.
- Tul amb encreuament de punta de blonda . Aquest tul es fabrica com el precedent excepte que cal repetir dues vegades l'encreuada, cosa que dona sis encreuaments, de tancar el bucle i començar el següent. Sobre aquest fons es poden fer també parts o motilitats brodades.
- Tul llaurat . Es diu així a un fons de tul i d'un bucle qualsevol amb flors que, per la combinació del teixit, surten aquestes espesses sense que els falti la transparència. Els telers per a la fabricació d'aquest teixit que són bastant semblants als que serveixen per obtenir els tuls llisos i per mitjà de la combinació dels dibuixos s'aconsegueix formar gustos molt variats.
- Tul imitació de puntes de Brussel·les . De tul llaurat es fan mocadors de tots mides per mantells, mantellines i volants de vestit, vels per barrets de dona i diversos altres objectes. Aquest tul està destinat a imitar els teixits fets amb escuradents i per obtenir més perfecta similitud es perfilen a mà amb un cordonet de seda les flors, ones, enreixats i com es vol el que els dona molt més valor i aplicacions. Es fabriquen també algunes qualitats de tuls el cordonet se situa per mitjà del mateix teler però es talla després on deixa d'haver-hi mostra.